# Hamdija Kapidžić
Hamdija Kapidžić (30. ledna 1904 Bileća, Bosna a Hercegovina – 16. ledna 1974 Sarajevo, Socialistická federativní republika Jugoslávie) byl bosenskohercegovský historik a pedagog bosňáckého původu. Původní příjmení Kapičić (od slova kapa z italského cappa – čepice, pro oblast Kotoru prameny zmiňují tvary Kapica, Kapičić čili Capizza, Capicich) si změnil na radu gymnaziálního učitele Jovana Vasiće (ten se mylně domníval, že pochází od slova kapidžija neboli dveřník z tureckého kapıcı – dveře, brána).

## Život
Základní školu navštěvoval v rodném městě a gymnázium v Mostaru (1924). Studium historie dokončil roku 1928 na Filozofické fakultě v Bělehradě. Od roku 1928 působil v Sarajevu, kde vyučoval v Šarí‘atském gymnáziu (23. 8. 1928–1945) a od roku 1942 také v Druhém chlapeckém gymnáziu (v letech 1945–1948 zde vykonával i post ředitele). Na přelomu dvacátých a třicátých let coby suplent vyučoval geografii v Šarí‘atské soudní škole (2. října 1929–31. října 1933).
Ve školním roce 1948/1949 pracoval jako inspektor Ministerstva školství Lidové republiky Bosny a Hercegoviny. Následně mezi lety 1949 a 1952 vyučoval na Vyšší pedagogické škole v Sarajevu a po založení Filozofické fakulty Univerzity v Sarajevu (1952) se stal docentem dějin národů Jugoslávie, roku 1957 pak mimořádným a konečně roku 1962 řádným profesorem. V Bělehradě roku 1956 obhájil doktorát s tezí Hercegovački ustanak (Hercegovské povstání). Roku 1969 se stal vedoucím Katedry dějin na Filozofické fakultě. Soustavně se zabýval dějinami Bosny a Hercegoviny v 19. a 20. století. V roce 1973 odešel do důchodu.
V poválečné době byl uznávanou osobností. Roku 1947 se podílel na založení Spolku historiků Bosny a Hercegoviny (Društvo istoričara Bosne i Hercegovine) a jeho tiskového orgánu pod názvem Ročenka (Godišnjak), který dlouhý čas sám redigoval (1957–1965 a 1969–1973). Zasloužil se i o vznik časopisu Věstník archivu a Spolku archivních pracovníků Bosny a Hercegoviny (Glasnik arhiva i Društva arhivskih radnika Bosne i Hercegovine), v jehož redakci od roku 1961 až do své smrti vykonával post šéfredaktora. Roku 1969 se stal dopisujícím členem Akademie věd a umění Bosny a Hercegoviny.
Hamdija se oženil s Mejrou, s níž přivedl na svět dcery Hanifu (*1935, vdaná Osmanagić) a Fadilu a syna Nedžiba (1938–2007).

## Dílo
- Stolac u XVIII vijeku (Stolac v 18. století, Sarajevo 1940), stručné dějiny
- Hercegovački ustanak (Hercegovské povstání, Sarajevo 1958), rozš. jako Hercegovački ustanak 1882. godine (Hercegovské povstání roku 1882, Sarajevo 1973), německy: Der Aufstand in der Hercegovina im Jahre 1882: Auszüge (Graz 1972)
- Austro-ugarska politika u Bosni i Hercegovini i jugoslovensko pitanje za vrijeme prvog svjetskog rata (Rakousko-uherská politika v Bosně a Hercegovině a jihoslovanská otázka za první světové války, Sarajevo 1958), stručné dějiny
- Rad Narodnog Vijeća SHS Bosne i Hercegovine u novembru i decembru 1918. (Činnost Národní Rady S. CH. S. Bosny a Hercegoviny v listopadu a prosinci 1918, Sarajevo 1963)

### edice článků a pramenů
- »Zastava« o Bosni i Hercegovini I–IV (List Zastava o Bosně a Hercegovině, Sarajevo 1953–1956)
- Prilozi za istoriju Bosne i Hercegovine u XIX vijeku (Příspěvky k dějinám Bosny a Hercegoviny v 19. století, Sarajevo 1956)
- Bosna i Hercegovina pod austrougarskom upravom: članci i rasprave (Bosna a Hercegovina pod rakousko-uherskou správou: články a rozpravy, Sarajevo 1968)
- Agrarni odnosi u Bosni i Hercegovini 1878–1918: I. Građa (Agrární poměry v Bosně a Hercegovině v letech 1878–1918: I. prameny, 1969)
- Naučne ustanove u Bosni i Hercegovini za vrijeme ausrougarske uprave (Vzdělávací instituce v Bosně a Hercegovině za rakousko-uherské správy, redigoval Hamdija Kapidžić, Sarajevo 1973)
- Ali-paša Rizvanbegović i njegovo doba (Ali-paša Rizvanbegović a jeho doba, Sarajevo 2001)